# Priaires
Priaires foi uma comuna francesa na região administrativa da Nova Aquitânia, no departamento de Deux-Sèvres. Estendia-se por uma área de 6,84 km². Em 2010 a comuna tinha 120 habitantes (densidade: 17,5 hab./km²).
Em 1 de janeiro de 2019, passou a formar parte da nova comuna de Val-du-Mignon.